# Minister-resident
Minister-resident is een van de rangen die diplomaten kunnen bekleden. De minister-resident, soms eenvoudig "minister" genoemd, mag niet worden verward met de gevolmachtigde minister en de leden van de Ministerraad. De rang is niet hoog, ze komt na die van ambassadeur, gezant en buitengewoon gezant en vóór die van chargé d’affaires of zaakgelastigde. Toch is de minister-resident hoofd van een zelfstandige diplomatieke vertegenwoordiging die dan niet een ambassade of gezantschap maar simpelweg "missie" moet worden genoemd. Omdat de minister-resident een persoonlijk vertegenwoordiger van zijn staatshoofd is genieten hij, zijn missiegebouw, zijn gezin en huishouden, en zijn residentie diplomatieke onschendbaarheid. De gevolmachtigd minister mag zich Excellentie laten noemen.
Om de Nederlandse vertegenwoordiger in het bezette Brussel meer status te geven werd deze chargé d'affaires, Maurits van Vollenhoven, in mei 1917 tot minister-resident benoemd.
De ijdele Hermann Göring was de zoon van een minister-resident in Oost-Afrika. Hij voegde later een "p" toe om zijn vader postuum een hogere rang te geven.

## Resident-generaal
Een resident-generaal was een Frans koloniaal bestuurder. Frankrijk liet het bestuur van haar protectoraten zoals Madagaskar (tot de annexatie) en later Marokko (1912-1956) en Algerije  (1881-1956) over aan deze bestuurders. In het Frans officieel "commissaire résident général" geheten,  die ogenschijnlijk diplomaten waren en verbonden waren aan het hof van de koning. In werkelijkheid lag de macht bij de Fransen en maakte niet de koning, maar de resident-generaal de dienst uit. De resident-generaal had dezelfde functie als een gouverneur in een geformaliseerde Franse kolonie.
Het keizerrijk Japan bestuurde Korea enige tijd met behulp van een Japanse resident-generaal.
Het keizerrijk Duitsland bestuurde tot 1918 onder andere de Afrikaanse gebieden en protectoraten met behulp van een minister-resident.
De Britse evenknie van een Frans resident-generaal was de machtige Britse consul-generaal in Egypte. In andere Britse protectoraten resideerde een resident commissioner.